# À plus tard crocodile
Albums de Louise Attaque
Comme on a dit
(2000) Du monde tout autour
(2011)
À plus tard crocodile est le troisième album du groupe Louise Attaque, sorti 5 septembre 2005 sur le label Atmosphériques et produit par Mark Plati.

## Historique
Cet album, après une séparation du groupe pendant quatre ans[réf. nécessaire], est l'album du nouveau départ. Très inspiré par les États-Unis, et New York en particulier où il a été partiellement enregistré sous la houlette de Mark Plati, il marque le retour de Louise attaque à leurs inspirations du premier disque, mais de manière plus assagie.

## Liste des titres de l'album
1. La Traversée du désert – 00:32
2. Revolver – 3:00
3. Shibuya Station – 1:53
4. Sean Penn, Mitchum – 5:42
5. Si l'on marchait jusqu'à demain – 3:45
6. Salomé – 3:58
7. Si c'était hier – 4:24
8. Oui, non, encore – 0:36
9. Nos sourires – 3:24
10. Depuis toujours – 3:22
11. À l'envers – 6:50
12. Manhattan – 3:46
13. See You Later Alligator – 2:56
14. La Nuit – 4:27
15. Oui, non, encore ? – 0:40
16. Est-ce que tu m'aimes encore ? – 2:55
17. La Valse – 4:50
18. Ça m'aurait plu – 4:10

## Classements
| Pays          | Meilleure position |
| ------------- | ------------------ |
| Belgique (Fr) | 2                  |
| France        | 2                  |
| Suisse        | 7                  |